# Aktion Standesamt
Die Aktion Standesamt war ein Versuch des damaligen Schwulenverbands in Deutschland (SVD) zusammen mit der „Bundesarbeitsgemeinschaft Schwuler Juristen (BASJ)“, die Rechte von Lesben und Schwulen in Deutschland zu stärken. Dazu beantragten am 19. August 1992 etwa 250 lesbische und schwule Paare in rund hundert Gemeinden in ganz Deutschland das Aufgebot. Nachdem die Standesämter das Aufgebot verweigerten, beschritten etwa hundert der Paare den Rechtsweg und beantragten bei Gericht, den Standesbeamten entsprechende Anweisungen zu erteilen.

## Die Aktion
Nach der Öffnung der Ehe für gleichgeschlechtliche Paare in Dänemark 1989 forderte der damalige Schwulenverband in Deutschland (SVD) heute LSVD, zusammen mit der „Bundesarbeitsgemeinschaft Schwuler Juristen (BASJ)“ lesbische und schwule Paare auf, am 19. August 1992 bei dem für ihren jeweiligen Wohnort zuständigen Standesamt das Aufgebot zu bestellen. Etwa 250 lesbische und schwule Paare erschienen unter großer Anteilnahme der Medien in rund hundert Gemeinden in ganz Deutschland. Nachdem die Standesämter das Aufgebot verweigerten, beschritten etwa hundert der Paare den Rechtsweg und beantragten bei Gericht, den Standesbeamten entsprechende Anweisungen zu erteilen.
Die Anträge wurden von den Gerichten meist zurückgewiesen. Nur einige Paare hatten vor dem Amtsgericht Frankfurt zunächst Erfolg: In seinem Beschluss vom 21. Dezember 1992 (und zwei inhaltsgleichen Beschlüssen) kam das Gericht zu dem Ergebnis, dass einer Eheschließung gleichgeschlechtlicher grundsätzlich nichts im Wege steht, denn es gibt keine gesetzliche Definition des Begriffs Ehe (Az: 40 UR III E 166/92). In nächster Instanz vor dem Landgericht Frankfurt verloren die Paare jedoch.
Ein Paar aus Nürnberg, dessen Antrag auch in letzter Instanz abgewiesen worden war, legte schließlich Verfassungsbeschwerde beim Bundesverfassungsgericht ein. Es argumentierte, in seiner Eheschließungsfreiheit gemäß Art. 6 Abs. 1 des Grundgesetzes (GG) verletzt worden zu sein. Das Gericht nahm die Beschwerde jedoch nicht zur Entscheidung an, da „die Geschlechtsverschiedenheit zu den prägenden Merkmalen der Ehe“ gehöre und ein gleichgeschlechtliches Paar deswegen keine Rechte aus Artikel 6 Abs. 1 GG haben könne (Beschluss vom 4. Oktober 1993, Az: 1 BvR 640/93).
Die Aktion erregte öffentliches Interesse, zog zahlreiche Berichterstattungen in den Medien nach sich und führte zu kontroversen Debatten in Politik und Gesellschaft. Bekannteste Teilnehmer der Aktion waren Hella von Sinnen und Cornelia Scheel.
Erst durch das Gesetz zur Einführung des Rechts auf Eheschließung für Personen gleichen Geschlechts vom 20. Juli 2017 wurde § 1353 BGB so ergänzt, dass die Verschiedengeschlechtlichkeit der Ehepartner keine Voraussetzung für die Eingehung einer Ehe mehr ist.

## 2018

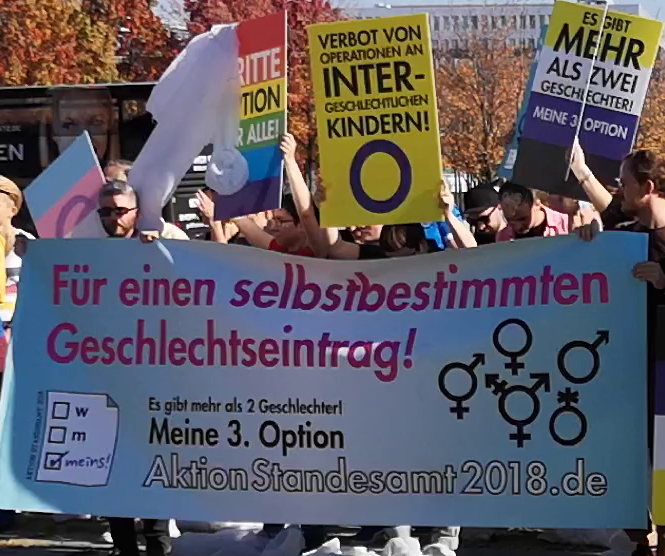
Aktion Standesamt 2018 vor dem Bundeskanzleramt

Im Sommer 2018 wurde die Aktion von einem Bündnis verschiedener Gruppen und Einzelpersonen wiederbelebt, um bei Standesämtern eine Korrektur des bisher nur binären Geschlechtseintrags zu beantragen. Dies betrifft Personen, „die sich selbst dauerhaft weder dem männlichen noch dem weiblichen Geschlecht zuordnen“.